# Triumfetta jaegeri
Triumfetta jaegeri är en malvaväxtart som beskrevs av Bénédict Pierre Georges Hochreutiner. Triumfetta jaegeri ingår i släktet triumfettor, och familjen malvaväxter. Inga underarter finns listade i Catalogue of Life.